# Joan Jaume de Montferrat
Joan Jaume de Montferrat, fou marquès de Montferrat del 1418 al 1445. Va assumir el títol succeint al seu pare. Durant el seu govern va entrar en guerra amb el seu cunyat, que tenia un poderós aliat en el senyor de Milà, com a conseqüència, el marquesat va quedar reduït a la ruïna i ell va passar a ser vassall del Ducat de Savoia.

## Successió i govern del marquesat
Joan Jaume era el fill primogènit del marquès Teodor II de Montferrat i de la seva segona esposa Joana de Bar. Va néixer a Trino el 1395 i des del 1404 el seu pare el va implicar en el govern del marquesat. El 1412 es va casar amb Joana de Savoia, germana del duc Amadeu VIII de Savoia, la qual li va donar molts fills.
A la mort del seu pare, esdevinguda el 1418, Joan Jaume va rebre la investidura de marquès per l'emperador Segimon. Es va distingir en algunes campanyes militars a l'àrea dels Apennins i encara va augmentar més el seu prestigi amb el matrimoni entre la seva germana Sofia i l'emperador romà d'Orient, Joan VIII Paleòleg.
Va seguir una política expansionista, el va fer enemistar amb el duc de Savoia i Felip Maria Visconti de Milà. El 1431 els dos poderosos senyors van fer una aliança contra Joan Jaume l'objectiu de la qual era fer desaparèixer del mapa el Marquesat de Montferrat i repartir entre ambdós el territori. Davant d'aquesta unió aclaparadora de forces, Joan Jaume va demanar ajut a França.
Els resultats de la guerra van ser negatius per a Joan Jaume durant el primer any. El 1432 el marquès va ser derrotat i va demanar una treva. Es va signar un tractat a Torí, amb el bisbe Aimone da Romagnano com a testimoni, en el qual cedia tots els territoris a la riba esquerra del Po a canvi de mantenir el control al marquesat. Amadeu VIII va ser implacable amb el seu cunyat: Joan Jaume s'hauria de considerar, a partir de llavors, un vassall dels Savoia a canvi de la senyoria sobre les poques terres que li quedaven.
Després d'un viatge a Milà i Venècia per acords militars, Joan Jaume va tornar a Casale Monferrato per signar la pau amb els Savoia. Amadeu VIII va demanar al marquès reemborsar les despeses de la guerra. Joan Jaume s'hi va negar. Les tropes dels Savoia van assetjar Chivasso i el seu fill primogènit va quedar retingut a Torí, fet que el va fer cedir definitivament.
El seu prestigi va desaparèixer entre els ciutadans de Montferrat, els quals va haver de passar fam perquè ell pogués pagar les despeses de guerra.

## Descendència
Amb la seva esposa, Joana de Savoia: 
- Joan (1412 – 1464), que el va succeir el 1445;
- Sebastià Otó;
- Amadea (1418 – 1440), casada el 1440 amb el rei Joan II de Xipre;
- Isabel (1419 – 1475), casada el 1436 amb Ludovico I, marquès de Saluzzo (1406 – 1475);
- Guillem (1420 – 1483), successor del germà Joan el 1464;
- Bonifaci (1424 – 1494), successor de Guillem el 1483;
- Teodor Paleòleg (1425 – 1484), cardenal i protonotari apostòlic.